# Pseudonortonia gambiensis
Pseudonortonia gambiensis är en stekelart som först beskrevs av Meade-waldo 1911.  Pseudonortonia gambiensis ingår i släktet Pseudonortonia och familjen Eumenidae. Inga underarter finns listade i Catalogue of Life.